# De wilde weldoener
De wilde weldoener is het vijfenvijftigste stripverhaal uit de reeks van Suske en Wiske. Het is geschreven en goeddeels getekend door Willy Vandersteen. Het werd gepubliceerd in De Standaard en Het Nieuwsblad van 19 juni 1961 tot en met 25 oktober 1961. 
De eerste albumuitgave was in 1962, destijds in de Vlaamse tweekleurenreeks met nummer 44. In 1970 werd het verhaal opgenomen in de Vierkleurenreeks met albumnummer 104. De geheel oorspronkelijke versie verscheen in 1998 nog eens in Suske en Wiske Klassiek.

## Locaties
- België, verlaten villa buiten de stad, Kaalheuvel, Armenstein, Ulevellensteeg, weiland achter de ringdijk, riool, flatgebouw, telefooncel in de dokken, loods 204, India, Fatephur Sikri, Agra, Taj Mahal, ambassade in New Delhi, Buland Darwazza (Poort der Overwinning), paleis van de maharadja, vliegveld

## Personages
- Suske, Wiske, tante Sidonia, Lambik, Jerom, Treesje en haar ouders, man, agent, man, Louis en andere bewoners steeg, jongen en opa, Koos, Pats' Poppenspel, commissaris, politieagenten, sahib Rama, Salim, boevenbende, stewardess, piloot, pers, bewoners wijk 7, Gram Sevak (regeringsagent), Indiërs, kamelendrijver, fakir, aapjes, maharadja Symore, slangenbezweerder, minister van Financiën

## Het verhaal
Terwijl een wandeling door het park moppert Wiske tegen Lambik omdat hij geen ijsje voor haar koopt. Het volgende moment zien ze een man die een financiële vergoeding eist van de moeder van een meisje dat met haar bal zijn broek vuil heeft gemaakt. In plaats daarvan is het Lambik die de man geld geeft om zijn broek laten schoonmaken, de moeder en dochter zijn dankbaar. Wiske krijgt vervolgens alsnog haar ijsje van Lambik, en ook zij is hem heel dankbaar. 
Jerom pakt die avond een man die ’s nachts door de tuin sluipt. Het blijkt de vader van Treesje te zijn, die Lambik uit dankbaarheid een cadeau wil geven: een Taj Mahal-miniatuurbeeldje dat hij heeft gekocht in Agra in India. Lambik leest dat het een graftombe is; in de 17e eeuw bouwde keizer Shajehan de tempel voor zijn stervende vrouw Mumtaz Mahal. Het beeldje valt stuk en er blijkt een ring in te zitten, die Lambik om zijn vinger doet. Dan blijkt dat Lambik met deze ring om vanuit het niets geld tevoorschijn kan toveren. De vrienden lezen op een briefje dat de ring het mogelijk maakt voor de drager om "te leven om te geven". 
Lambik geeft een man in het park geld, maar zijn vrienden horen dat hij blut was door gokschulden. Lambik draagt plotseling een wit kleed en een staf, en Suske en Wiske volgen hem als hij in een taxi stapt en in de Ullevellensteeg de arme bewoners geld schenkt. Ze zien dat Lambik in een busje van Pats' Poppenspel stapt en de werknemers van het poppenspel zetten hem af in Kaalheuvel op hun weg naar Emmeloord. Lambik koopt een auto en rijdt naar Armenstein, hij deelt daar ook geld uit. Jerom wordt door de politie ondervraagd, ze willen weten waar het geld vandaan komt. De vrienden zien Lambik dan met helikoptervleugels door de stad vliegen en geld strooien, en er ontstaat chaos door mensen die geld willen pakken. De politie arresteert Lambik en de vrienden, maar Lambik kan ontkomen door het riool. De vrienden volgen hem op een flatgebouw en de pers filmt Lambiks ontsnapping. Jerom helpt Lambik ontsnappen en ze gaan naar een verlaten villa in het bos. De vrienden waarschuwen met een zender de bewoners van wijk 7, ze kunnen geld ophalen in een weiland achter de ringdijk. Ballonnen met geld vliegen over de stad naar het weiland en Jerom doet onderzoek naar de weersomstandigheden voor de volgende dropping.

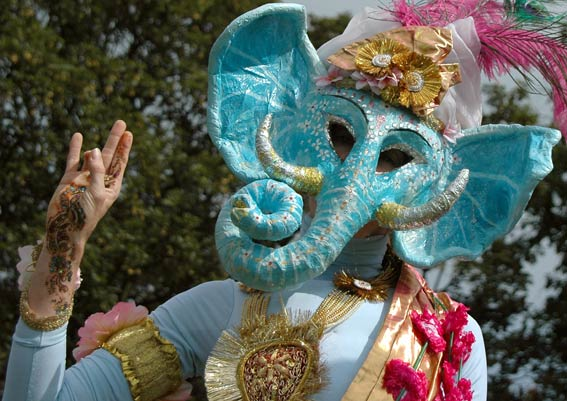
Masker van Ganesha

Het geld voor wijk 11 zal achter het slachthuis worden gedropt, maar dan vallen Indiërs de vrienden aan. Iemand waarschuwt de politie en de mannen vluchten. Lambik kan op ballonnen ontkomen, maar de vrienden worden gearresteerd op verdenking van valsmunterij; de waarde van de munt komt in gevaar doordat er buiten de schatkist om geld wordt gemaakt. Een Indiër met een witte baard waarschuwt de vrienden voor een bende. Lambik belt vanuit een telefooncel in de dokken. Jerom moet naar loods 204 komen en de Indiër wordt ontvoerd. Lambik ziet de bende, maar wordt neergeslagen en komt aan boord van een Indisch schip. De toverkracht van de ring werkt niet bij de boeven en Lambik wordt aan boord van een watervliegtuig gebracht. Lambik kan Jerom nog waarschuwen met morseseinen. Hij wordt naar Fatehpur Sikri gebracht. Het vliegtuig stort neer en Lambik ontmoet een vrouw die vertelt dat de andere dorpelingen aan de bouw van een kanaal werken. 
Lambik ontmoet een regeringsagent, Gram Sevak, die vertelt dat de schurk Rama ook hun vijand is. Rama was Zamindar, uitbuiter, van de dorpelingen en zijn macht begint te tanen nu de regering de dorpelingen helpt. Het verlaten keizerrijk Fatephur Sikri ligt op 25 mijl van Agra, de bronnen droogden op in de zeventiende eeuw. Lambik gaat op een kameel op weg en doet een masker van Ganesha op. Hij wordt door een van de boeven naar een tempelruïne gebracht. Lambik krijgt voedsel en hij wordt behandeld alsof hij een god is. 
De vrienden vliegen intussen met een vliegtuig van KLM naar India. Jerom redt onderweg de man met de witte baard uit zee. Suske en Wiske komen aan in New Delhi en horen in de ambassade dat ze naar Oud Delhi moeten gaan om meneer Dobbelaar te ontmoeten. De kinderen worden door de bende neergeslagen. Jerom komt aan land met de man met de witte baard. Apen gaan er met de man vandoor en brengen hem naar huis, hij heeft altijd goed voor de dieren gezorgd in de apentempel van Benares. Lambik geeft zich uit voor een sadhoe maar wordt ontmaskerd, Hij kan ontsnappen door een heilige koe voor de uitgang te leggen en komt op een olifant bij een Britse toerist terecht. Een tijger wordt verslagen en Lambik wordt naar Fathepur Sikri gebracht en ziet Buland Daruazza, de Poort der Overwinningen, en klimt over een stapel geld die hij zelf tovert over de muur. Lambik maakt een machinegeweer en schiet met niet dodelijke geldstukken (kleingeld). Hij kan Suske en Wiske bevrijden en de vrienden ontmoeten een fakir die de ring herkent. 
De ring werd 200 jaar geleden gestolen van een voorzaat van maharadja Symore en de fakir brengt Lambik naar zijn paleis. Lambik geeft de ring aan Wiske omdat hij eerst zeker wil weten dat de maharadja de rechtmatige eigenaar is. De maharadja is de man met de witte baard en hij vertelt dat in 1639 de bouw van de Tai Mahal begon, keizer Shajehan beloofde de mooiste graftombe te bouwen en 20.000 man werkten aan de bouw. De toverring zou op de spits komen, maar werd gestolen en de dief verstopte hem in een miniatuur van de tempel. Door toeval kwam deze bij Lambik en de maharadja hoorde de nieuwsberichten uit België en ging op zoek naar Lambik. Suske en Wiske worden door de dorpelingen gewaarschuwd en de bende valt hen aan. Jerom kan de bende verslaan en de vrienden gaan naar de Tai Mahal. Lambik klimt naar de koepel, maar Rama bedreigt hem waarop ze beiden naar beneden vallen. Jerom kan de mannen redden. Rama wordt gestraft en heeft berouw. 
Lambik zet de ring op zijn plaats, maar hij wil eigenlijk nog meer geld uitdelen. De maharadja vertelt dat het slijk der aarde niet gelukkig maakt, een glimlach kan veel meer betekenen. De vrienden gaan naar het vliegveld om terug te keren naar huis. Lambik krijgt een brief van de minister van Financiën: hij mag toch geld blijven uitdelen, mits de staatskas haar deel hiervan krijgt. De vrienden besluiten enkel te glimlachen om dit verzoek.

## Varia
- In dit verhaal staan zowel hebzucht als de tegenpool hiervan, vrijgevigheid, centraal.
- Dit verhaal is ook in het Frans uitgegeven, als La tombe hindoue.
- In het grootste deel van dit verhaal is voor het eerst een nieuwe tekenstijl toegepast.
- Het verhaal bevat duidelijke reclame voor KLM; de vrienden vliegen met een KLM-vliegtuig naar India, en Jerom wordt onderweg rijkelijk bediend en prijst de service.
- In 1991 zouden Paul Geerts en Marc Verhaegen nog een vervolgverhaal maken, Lambik Baba.